# Легенда (фільм, 1970)
«Легенда» — спільний польсько-радянський художній фільм 1970 року режисера Сильвестра Хенциньського, знятий на студіях «Край» і «Мосфільм».

## Сюжет
Зима 1943-1944 року. Окупована фашистами Польща. Польський гімназист Юрек з Варшави, батьків якого розстріляли німці в 1943 році, втікши, шукає знайомих у селі. Російський хлопчина Сашко втік з ешелону, в якому окупанти везли його в концтабір. Ці двоє, ховаючись від німців, випадково зустрічаються в лісі. Їх об'єднує спільна доля, спільна надія дістатися до своїх. Вони будуть поневірятися разом, знайдуть притулок у селянській хаті в польської дівчини Юльки, яка врятує їх від голоду і холоду, але будуть рватися за Віслу, до партизанів. Юлька постарається провести їх через ліс у партизанський загін… За кілька днів у них будуть і перший убитий фашист, і перше кохання, вони зуміють чимало попсувати життя німцям і трохи помріяти — і Юрек і Сашка закохуються в Юльку: Юрек мріє про весілля з Юлькою, уявляючи себе в формі офіцера Війська Польського, а Сашка мріє привезти Юльку після війни в рідне село. Акція карателів обірве їхні мрії й життя.

## У ролях
- Малгожата Потоцька — Юлька
- Микола Бурляєв — Сашка
- Ігор Страбужиньський — Юрек
- Марія Збишевська — Яворова, мати Юльки
- Юзеф Новак — командир партизанського загону
- Тадеуш Шмідт — дядько Юльки, партизан
- Францішек Печка — ксьондз
- Януш Клосиньський — староста
- Єжи Турек — Франек
- Вацлав Ковальський — поліцай
- Еліаш Куземський — Шульц, майор
- Здіслав Кузняр — партизан
- Анджей Мрозек — партизан
- Леопольд Рене Новак — партизан
- Тадеуш Скорульський — партизан
- Станіслав Вінчевський — партизан
- Данута Водиньська — сусідка Ставицька
- Барбара Баргеловська — епізод
- Данило Нетребін — командир радянський десантників

Фільм дубльований на російську мову, режисер дубляжу Олександр Алексєєв.
Текст від автора читає Артем Карапетян.

## Знімальна група
- Режисер — Сільвестр Хенциньський
- Сценаристи — Валентин Єжов, Збігнєв Залуський
- Оператор — Вітольд Собоциньський
- Композитор — В'ячеслав Овчинников